# United Kingdom Census 2001
Der United Kingdom Census 2001 war die 20. Volkszählung im Vereinigten Königreich. Sie wurde am Sonntag, dem 29. April 2001 durchgeführt und ergab eine Bevölkerung von 58.789.194 Einwohnern.

## Ergebnisse

### Religionen
Der Census Act aus dem Jahr 2000 erlaubte erstmals Fragen zum Glauben der Teilnehmer. Diese bekannten sich demnach zu folgenden Religionen:
- Christentum: 72,0 %
- Islam: 3 %
- Hinduismus: 1 %
- Sikhismus: 0,6 %
- Judentum: 0,5 %
- Buddhismus: 0,3 %
- Sonstige: 0,3 %

Außerdem gaben 15 % an, zu keiner Religion (Jediismus eingeschlossen) zu gehören; 8 % beantworteten diese Frage nicht.